# Spoorlijn Rapperswil - Wattwil
De spoorlijn Rapperswil - Wattwil is een Zwitserse spoorlijn tussen Rapperswil en Wattwil, gelegen in kanton Sankt Gallen.

## Geschiedenis
Het traject werd door de Schweizerische Bundesbahnen (SBB) op 1 oktober 1910 geopend.

## Treindiensten
Het personenvervoer wordt op dit traject uitgevoerd door de Schweizerische Südostbahn (SOB).

## Aansluitingen
In de volgende plaatsen is of was er een aansluiting van de volgende spoorlijnen:

### Wattwil
- Seelinie, spoorlijn tussen Schaffhausen en Rorschach
- Romanshorn - Sankt Gallen, spoorlijn tussen Romanshorn en Sankt Gallen

### Rapperswil
- Rechter Zürichseelinie, spoorlijn tussen Zürich HB en Rapperswil
- Rapperswil - Ziegelbrücke, spoorlijn tussen Rapperswil en Ziegelbrücke
- Wallisellen - Rapperswil, spoorlijn tussen Wallisellen en Rapperswil
- Rapperswil - Arth-Goldau, spoorlijn tussen Rapperswil en Arth-Goldau

## Elektrische tractie
Het traject werd geëlektrificeerd met een spanning van 15.000 volt 16 2/3 Hz wisselstroom.